# 大高味町
大高味町（おおたかみちょう）は愛知県岡崎市の町名。丁番を持たない単独町名である。

## 地理
額田地区北西部に位置する。大高味川が町域中央部を西流する。住宅地は河川沿岸に形成されその他は森林・農地・電力関連施設として利用されている。

### 河川
- 大高味川

### 字
56の小字が設置されている。
| - 赤羽根（あかばね） - 荒田（あらた） - 稲場下（いなばした） - 絵引（えびき） - 大皿田（おおさらだ） - 大西（おおにし） - 大原田（おおはらだ） - 大別等（おおべつとう） - 荻ノクコ（おぎのくこ） - 柿ノハサマ（かきのはさま） - 上具蔵（かみぐぞう） - 上ノ切（かみのきり） - 上程具蔵（かみほどぐぞう） - 越前（こしまえ） - 小神田（こじんでん） - 紺屋貝渡（こんやかいと） - 坂ノスソ（さかのすそ） - 坂森（さかもり） - 桜田（さくらだ） - 笹原（ささはら） - サルナメ（さるなめ） - 篠立（しのたち） - シノ立ノ（しのたちの） - 下具蔵（しもぐぞう） - 下程具蔵（しもほどぐぞう） - 下屋敷（しもやしき） - 神田（じんでん） - 双例（そうれい） | - 外肌（そとはだ） - 滝田（たきのだ） - 手ビラ（てびら） - 寺ノ下（てらのした） - 長沢（ながさわ） - 中程具蔵（なかほどぐぞう） - 西ノ沢（にしのさわ） - 西畑（にしばた） - 西広見（にしひろみ） - 畑ケ田（はたけだ） - 番上（ばんじょう） - 日陰（ひかげ） - 東広見（ひがしひろみ） - 日陽屋敷（ひよもやしき） - 平地（ひらち） - 広田（ひろた） - 広見（ひろみ） - 広見坂（ひろみさか） - 仏供田（ぶくだ） - 藤ノ元（ふじのもと） - 細畑（ほそばた） - 水戸野（みとの） - 峯田（みねだ） - 向田（むかいだ） - モチ田（もちだ） - 柳田（やなぎだ） - 山桃（やまもも） - 六升牧（ろくしょうまき） |

## 世帯数と人口
2019年（令和元年）5月1日現在の世帯数と人口は以下の通りである。
| 町丁     | 世帯数 | 人口  |
| -------- | ------ | ----- |
| 大高味町 | 47世帯 | 140人 |

### 人口の変遷
国勢調査による人口の推移
| 2010年（平成22年） | 146人 | [ 6 ] |  |
| 2015年（平成27年） | 152人 | [ 7 ] |  |

## 小・中学校の学区
市立小・中学校に通う場合、学区は以下の通りとなる。
| 番・番地等 | 小学校             | 中学校             |
| ---------- | ------------------ | ------------------ |
| 全域       | 岡崎市立形埜小学校 | 岡崎市立額田中学校 |

## 歴史
元々この地は大河村、高薄村、法味村の3つの村に分かれていた。1878年に合併し、大河の「大」、高薄の「高」、法味の「味」をそれぞれとった合成地名として大高味村が成立した。

### 沿革
- 1889年（明治22年）10月1日 - 町村制の施行に伴い、形埜村の大字大高味となる。
- 1956年（昭和31年）9月30日 - 形埜村の合併により、額田町の大字となる。
- 2006年（平成18年）1月1日 - 額田町が岡崎市へ編入され、同市の大高味町となる[1]。

### 史跡
- 大河城

## 交通
- 愛知県道335号南大須鴨田線

## 施設
- 法味集会所
- 高薄集会所
- 峰川浄水場
- 中部電力額田開閉所
- 大川神明宮
- 八幡社 (寺下)
- 八幡社 (下屋敷)

## その他

### 日本郵便
- 郵便番号 : 444-3445[4]（集配局：額田郵便局[9]）。

## 参考資料
- 「角川日本地名大辞典」編纂委員会 編『角川日本地名大辞典 23 愛知県』角川書店、1989年3月8日。ISBN 4-04-001230-5。
- 有限会社平凡社地方資料センター 編『日本歴史地名体系第23巻 愛知県の地名』平凡社、1981年。ISBN 4-582-49023-9。